# Forte de São Luís da Armação
O Forte de São Luís da Armação localiza-se na ponta da Baleia, no sopé do morro da Armação, extremo nordeste da ilha de Santo Amaro, atual município do Guarujá, no litoral do estado brasileiro de São Paulo.

## História
No governo da capitania de São Paulo pelo capitão-general D. Luís António de Sousa Botelho Mourão - quarto morgado de Mateus (1765-1775), dentro do contexto das obras de recuperação da Fortaleza de Santo Amaro da Barra Grande, quando foi levantada a Bateria da praia do Góis (1765 e 1766, respectivamente), o Forte de São Filipe foi reconstruído a partir de 3 de julho de 1765, para defesa da barra oriental do canal da Bertioga, cruzando fogos com o Forte de São João da Bertioga. Recebeu o nome de Forte de São Luís, em homenagem aquele governador (SOUZA, 1885:118). Registre-se que no local, à época, havia uma importante atividade de pesca de baleias e processamento de óleo para iluminação (armação das baleias), que também designará o forte (Forte da Armação).
Um relatório manuscrito descreve o estado da fortificação, ao final do século XVIII:
"(...) Pelo contrário [do estado de ruína do Forte de São João], o Forte de São Luís, que defende bem a barra e não pode ser atacado por terra, tem capacidade para se lhe fazer uma Casa de Pólvora; os seus quartéis estão principiados e não se fará grandes despesas em acabá-los, porém acha-se sem uma só peça; em cujos termos sou de parecer que se tirem da Barra Grande duas peças de calibre 1, uma do forte da Vigia e uma de 8 da Estacada e creio que com estas quatro peças fica uma força suficiente para impedir a entrada de qualquer embarcação pequena, que são as mais que podem entrar neste porto." (Sobre as fortificações da costa marítima da Capitania de São Paulo, manuscrito sem autor nem data (c. 1797). in: Documentos Interessantes para a História e Costumes de São Paulo. Vol. XLIV, p. 303-308).
Reformado em 1798, na ocasião o governador da capitania de São Paulo, Antônio Manoel de Melo Castro, concedeu a patente de Tenente-coronel de Milícias, agregado ao Regimento de Santos, a Antônio Francisco da Costa, por ter nele montado seis peças de artilharia de calibre 12 libras de bala (SOUZA, 1885:118; GARRIDO, 1940:133). SOUZA (1885) complementa que, à época (1885), encontrava-se em ruínas (op. cit., p. 118).
As ruínas de suas muralhas e do antigo depósito de óleo de baleias, estão tombadas pelo Patrimônio Histórico e Artístico Nacional desde 1965. O imóvel, de propriedade da União, estava sob a administração da Fundação Pró-Memória, sem utilização e em precário estado de conservação, com as suas ruínas cobertas pela vegetação, situação que permanece atualmente. Uma lei municipal, datada de 13 de abril de 2000, determinou a criação, no local, do Parque Arqueológico de São Felipe.
Localizada próximo ao "ferry-boat" Guarujá-Bertioga, o seu acesso é feito através de trilha na mata, a partir da estrada Guarujá-Bertioga. Recomenda-se a visita às ruínas da Capela de Santo Antônio do Guaibê (século XVI) e à Armação (das baleias), que lhe são vizinhas.
Segundo a historiadora Miryam Ellis o estabelecimento de Bertioga contava em 1789 com uma capela, um sobrado, armazém, casa dos tanques de azeite, o engenho, três casas para amarras e lanchas, casa dos feitores, casa dos baleeiros, trinta senzalas para escravos, fonte de água, cais de pedra, casas dos baleeiros da barra, caldeiras e instrumentos de pescas, ferragens de variado uso, objetos de bronze, ferramentas de carpinteiro, tanoeiro que fabricava barris outonéis para embalar, conservar e transportar mercadorias, ferramentas do calafate que era o artesão especializado em vedar ou calafetar as juntas entre as tábuas de que era feita os barcos, três saveiros, quatro lanchas, duas canoas grandes, onze pequenas e sessenta e três escravos.
Pelos itens constantes no inventário de 1789 podemos ter ideia de como era realizado o trabalho na armação, a pesca, extração e produção de óleo e outros produtos.
As embarcações eram guardadas em construções próprias e descendo pelo cais de pedra a pesca era realizada por baleeiros assalariados que incluía um arpoador, remadores, um homem para cuidar do leme e mesmo por pequenos agricultores da região, sendo que as vezes, segundo Miryam Ellis, eram coagidos a força devido o perigo da pesca, pois, não era raro a morte na tripulação do barco que em geral ficava três meses arpoando. Utilizavam os saveiros e lanchas, servindo os barcos menores como apoio ou para arpoar baleias mais perto da costa e dependendo do estado das embarcações entraria os serviços do carpinteiro ou do calafate, responsável pela impermeabilização e calafetação das juntas dos barcos para a perfeita navegação.
Arpoada, a baleia era arrastada até a praia da armação e ali começavam os trabalhos de extração, a gordura retirada e levada ao engenho e derretida em tanques. Os escravos trabalhavam no engenho, nos tanques de azeite, na extração das barbatanas e cerdas. Os serviços do tanoeiro eram utilizados na confecção de pipas para armazenar e transportar o óleo conseguido que girava em torno de 12 a 20 pipas por baleia (se utilizarmos a pipa da região do Douro em Portugal como unidade de medida, temos 1 pipa = 550 litros ).
Morando na armação, responsável pela condução dos trabalhos desde a pesca até o processamento do óleo, ficavam os feitores, que para José Bonifácio de Andrada e Silva eram estúpidos, autoritários, pretensiosos e “inteiramente ignorantes na arte de pescar baleias” por insistirem em arpoar filhotes de baleia, (os baleotes de mama) e as mães. Estes homens conduziam “a perniciosa pratica de matarem os baleotes de mama para assim arpoarem as mães com maior facilidade. Tem estas tanto amor a seus filhinhos, que quase os trazem entre as barbatanas para lhes darem leite e se por ventura lhes matam, não desemparam o lugar, sem deixar igualmente a vida na ponta dos arpões:é seu amor tamanho, que podendo demorar-se no fundo da água por mais de meia hora sem vir respirar acima e escapar assim ao perigo, que as ameaça, folgam antes expor a vida para salvarem a dos filhinhos, que não podem estar sem respirar por tanto tempo. Esta ternura das mães facilita a pesca (…) mas trara a ruína total de tão importante pescaria.”
Além do óleo que abastecia o mercado interno para a iluminação, o azeite e a barba de baleia figuravam na lista de produtos exportados em 1777 e segundo o professor Carlos Cordeiro da Universidade dos Açores (Portugal), especialista em questões comerciais entre Açores e Brasil, estes produtos também lá chegavam e faziam parte do quotidiano açoriano.
Entre 1812 e 1819 os viajantes ingleses John Mawe e Robert Southey passaram por Bertioga observando e relatando o que viam. Southey teceu um breve comentário, restrito a “onde os baleeiros tem um estabelecimento”, porém as descrições de John Mawe são mais apuradas, como as de um viajante-reporter, que nos leva a conhecer o lugar: “...resolvemos não aguardar navio em Santos, mas seguir para o Rio de Janeiro numa canoa, margeando a costa. Alugada uma, embarcamos, depois de remarmos toda a noite, num estreito que separa a Ilha de Santo Amaro, que constitui uma das passagens para Santos, por mar, chegamos, ao nascer do sol, a Bertioga, situada no extremo norte daquela ilha. É pequena a cidade, com algumas construções toleráveis e boas, erguida por conveniência do Capitão-mor e seus ajudantes, que superintendiam um estabelecimento de pesca, similar ao de Santa Catarina, pertencente a mesma companhia, mas muito inferior em tamanho e capacidade. Em ambos, os negros mais hábeis ocupavam-se no preparo de barbatanas de baleia, produto de considerável comércio, …, apanham-se, anualmente, grande número de baleias. Os edifícios para derreter a gordura e armazenar o óleo estão convenientemente instalados.”
Apesar da armação continuar em funcionamento, a verdade é que os contratos haviam sido extintos em 1801 por alvará real e a pesca entrado em decadência. Podemos ler nos relatos de John Mawe que uma mesma companhia atuava tanto em Bertioga como em outros lugares, mas, neste mesmo século XIX a pesca indiscriminada e predatória da baleia levou a decadência das armações, estagnação da vila e um mergulho no isolamento.
A vila de pescadores, no entanto, sobrevivia com a pesca farta de outros tipos de peixe, por exemplo, a tainha, a cultura de frutas, um pequeno comércio se instalara e abastecia o lugar que no início do século XX viu a inauguração em seu território da usina hidroelétrica de Itatinga, em 1910, para gerar energia para o porto de Santos, porém, continuando a vila sem eletricidade, tendo a luz dos pequenos lampiões a querosene por iluminação.
Nos anos 30 a vila é redescoberta e sua importância histórica ressaltada por Mário de Andrade que viajara para justamente conhecer os marcos históricos e dizia:”As duas pensões não tinham mais quartos, com veranistas. Afinal fomos dormir numa casa de taipa dum tabaréu que nem iluminação de vela tinha ...”
A energia elétrica chegou em meados da década de 60 com a expansão dos loteamentos e parcelamento do solo e de lá até hoje muita coisa mudou e a cidade convive com uma ocupação indiscriminada e predatória. Sem uma normatização adequada que regulamente essa ocupação, ação do poder público para conter a especulação e conservar o patrimônio cultural de Bertioga, corre-se o risco de repetir o caso e ocaso da armação das baleias.
Fonte das imagens
Mapa da fortaleza de Bertioga que D Luis mandou fazer 1775    Biblioteca Nacional
Walfang_zwischen_1856_und_1907
Whale Fishing Fac simile of a Woodcut in the Cosmographie Universelle of Thevet in folio Paris 1574
James Cook-whaling